# Charlotteina mreža (1973.)
Charlotteina mreža (engl. Charlotte's Web) je američki animirani film iz 1973. godine, kojeg je producirao Hanna-Barebra, a nastao je prema istoimenom romanu E. B. Whitea.
Film je redatelja Charlesa A. Nicholsa i Iwao Takamoto, u kojem su glasove posudili Henry Gibson, Debbie Reynolds, Paul Lynde, Agnes Moorehead, Pamelyn Ferdin, Bob Holt, Joan Gerber, John Stephenson, Don Messick, Rex Allen, Martha Scott, Herb Vigran, i Dave Madden. Producirali su ga Joseph Barbera i William Hanna. Nastavak pod nazivom Charlotteina mreža 2 objavljen je 2003. godine.

## Uloge
| Henry Gibson    | Wilbur                        |
| Debbie Reynolds | Charlotte A. Cavatica         |
| Paul Lynde      | Templeton                     |
| Agnes Moorehead | Guska                         |
| Pamelyn Ferdin  | Fern Arable                   |
| Bob Holt        | Homer Zuckerman               |
| Joan Gerber     | Edith Zuckerman/Gospođa Fussy |
| John Stephenson | John Arable                   |
| Don Messick     | Jeffrey                       |
| Rex Allen       | Pripovjedač                   |
| Martha Scott    | Gospođa Arable                |
| Herb Vigran     | Lurvy                         |
| Dave Madden     | Ovan i ostali                 |

## Sinkronizacija
Glasovi:
- Antonija Stanišić - Šarlota A. Cavatica
- Sven Šestak - Ljubomir
- Franjo Kuhar - Pripovjedač, Gojko Zuckerman i gledatelj
- Helena Buljan - Guska, Edita Zuckerman i gledateljica
- Marko Torjanac - Tvrtko Aralić, ovan, službenik za parkirališta, gledatelj i vođa benda
- Petar Leventić - Trpimir, Mislav Violić i Lovro Zuckerman
- Maja Rožman - Mara Aralić
- Sunčana Zelenika Konjević - Gđa. Violić, gđa. Aralić, gledateljica i ovanica
- Žarko Savić - Striko, gledatelj i najavljivač
- Valentin-Tin Anić - Pavo Aralić
- Stjepan Martinčević Mikić - Mali ovan
- Mea Vučković - ???
- Ana Čizmić - ???
- Nina Čizmić - ???
- Jan Vučković - ???
- Kristina Filko - ???
- Mladen Zelenika - ???

- Tonska obrada: Robert Pavelić
- Redateljica dijaloga: Biserka Vučković
- Studio: Anić-Sinkro, Zagreb, 2004.

## Vanjske poveznice
- Charlotteina mreža u internetskoj bazi filmova IMDb-a